# Dél-amerikai medvefóka
A dél-amerikai medvefóka (Arctocephalus australis) az emlősök (Mammalia) osztályának ragadozók (Carnivora) rendjébe, ezen belül a fülesfókafélék (Otariidae) családjába tartozó faj.

## Előfordulása
A dél-amerikai medvefóka előfordulási területe Dél-Amerika partjain van, Perutól kezdve, Chilén, Argentínán és Uruguayon keresztül, egészen Brazília déli részéig. A Falkland-szigeteken is van állománya. Ezt a fajt néha Ecuador partjain, a Galápagos-szigeteken, valamint a Kolumbiához tartozó Gorgona-szigeten is észlelték.
1987-ben körülbelül 500 000, 12 évvel később 1999-ben már csak 390 000 dél-amerikai medvefóka létezett. Manapság körülbelül 250 000 példány létezik, ezekből pedig 200 000 Uruguayban él. Habár az állomány csökkenőben van, ez a faj egészségesnek számít.

## Alfajai

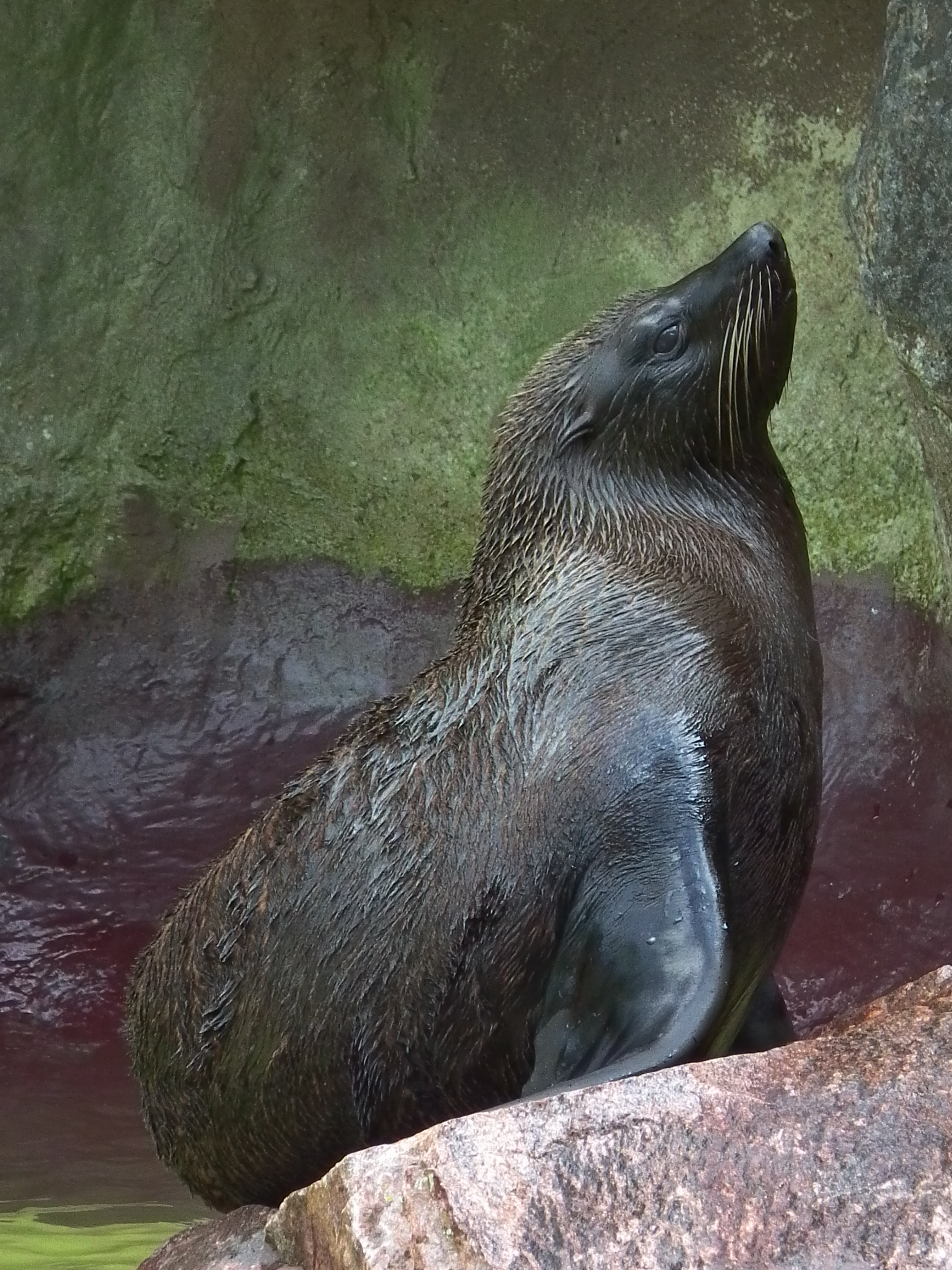
Fiatal hím

Ennek a fajnak 2 elfogadott alfaja van:
- Arctocephalus australis australis - a Falkland-szigeteken
- Arctocephalus australis gracilis - Dél-Amerika partjain

Egyes rendszerezők az új-zélandi medvefókát (Arctocephalus forsteri) is a dél-amerikai medvefóka alfajának tekintik.

## Megjelenése
A hím nagyobbak és súlyosabb a nősténynél, akár 2 méter hosszú és 150-200 kilogrammos is lehet, míg a nőstény 1,5 méter hosszú és 30-60 kilogramm testtömegű. A hím bundája sötétszürke. A nőstény bundája a hátoldalán szürke, hasoldalán pedig világosszürke. A 60-65 centiméteres és 3,5-5,5 kilogrammos újszülött kölyök teljesen fekete. Pofájának vége lapított. Az orrlyukai előre mutatnak, és szájnál előrébb vannak. A fülei hosszúak és jól láthatók. Bajuszszálai eléggé rövidek és krém-fehér színűek. A hím nyaka és válla vastagabb a nőstényénél, továbbá vastag sörényszerű bundát növeszt a fején, nyakán és vállán. Ezt a medvefóka-fajt megröntgenezték, hogy feltárják belső szerveit és véredényrendszerét.

## Életmódja

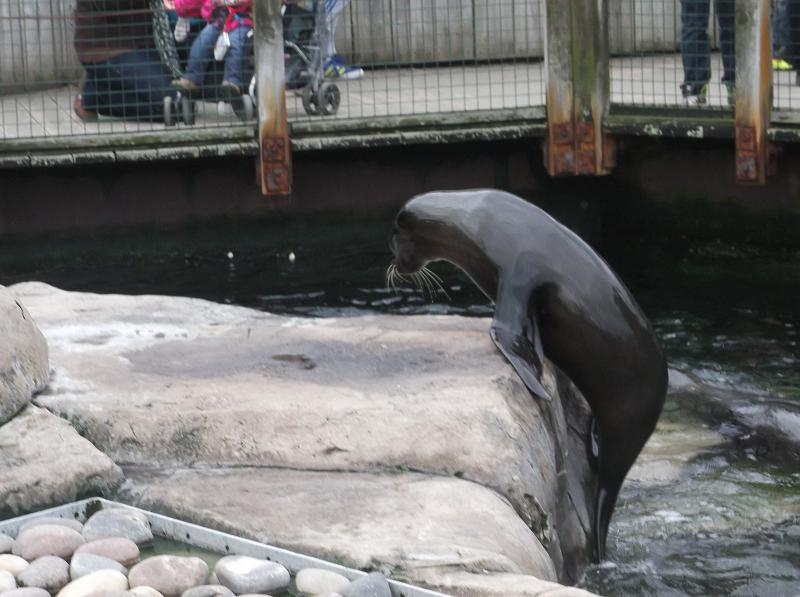
Igen jól tud mászni a sziklákon

Ez ragadozó állat azokat a partszakaszokat kedveli, ahol számos árnyékos sziklaszírt található. Akár 15 méter magasra is felmászik, hogy jó pihenőhelyet találhasson magának. Peruban a tengerparti barlangokban is megtalálták. Nagy kolóniákban él. Fő tápláléka a szardellafélék, a szardínia, a makrélafélék, a fejlábúak, valamint egyéb puhatestűek is, mint például a csigák és a kagylók. A dél-amerikai medvefóka táplálékul szolgál a dél-amerikai oroszlánfókának (Otaria flavescens), kardszárnyú delfinnek (Orcinus orca) és a nagyobb cápa-fajoknak. Az ember is vadászott erre az állatra, azonban manapság az orvvadászat és a környezetszennyezés veszélyezteti.
Általában 12-30 évig él.

## Szaporodása
A nőstény általában egyszer ellik évente, október és december között. Ellés után máris párosodik a legerősebb hímmel. A vemhesség 8-12 hónapig tart, ennek végén mindig egy kölyök jön a világra. A nőstény 3, a hím pedig 7 évesen éri el az ivarérettséget.

## Képek

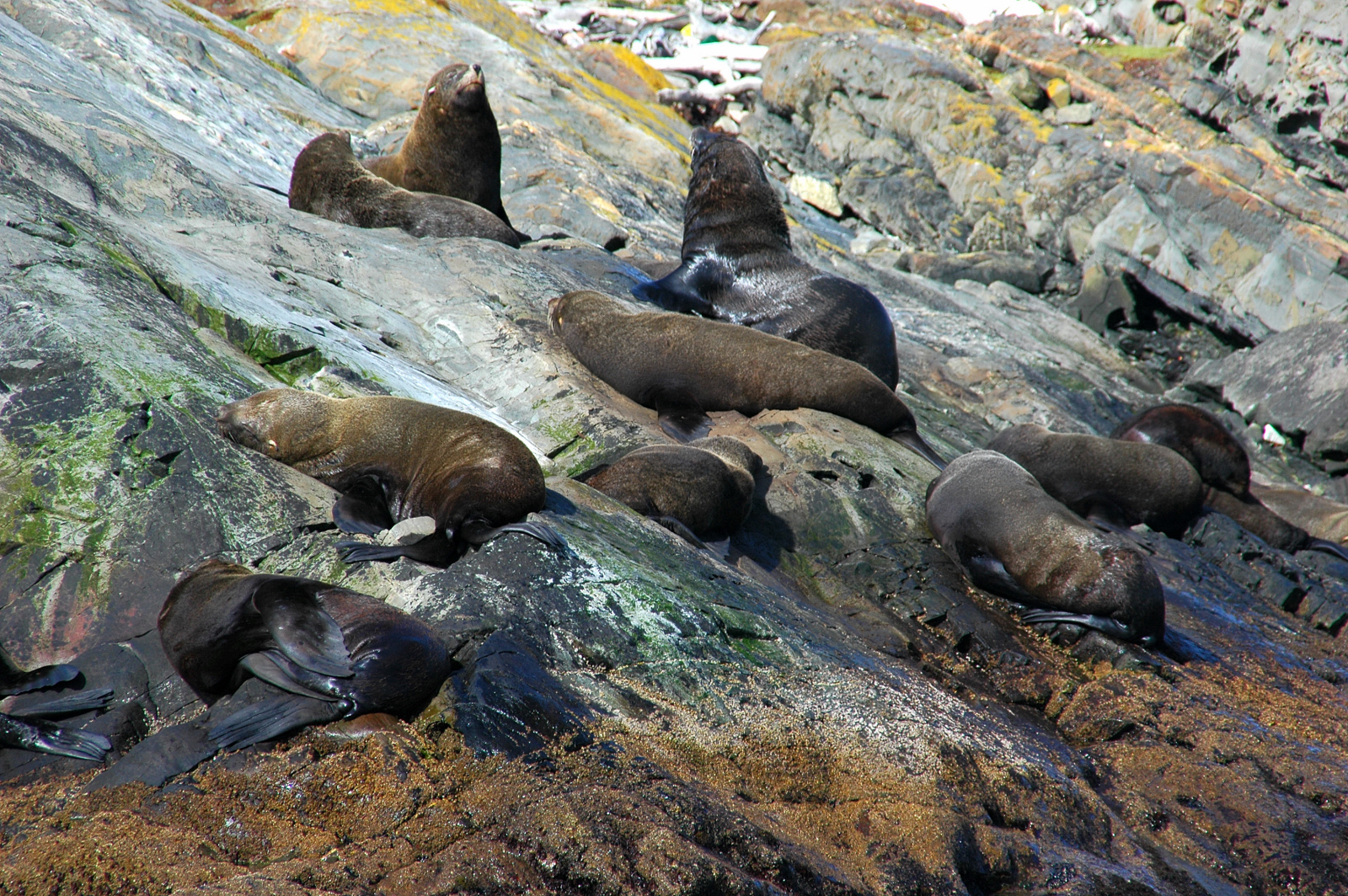
A tengerparti sziklákon
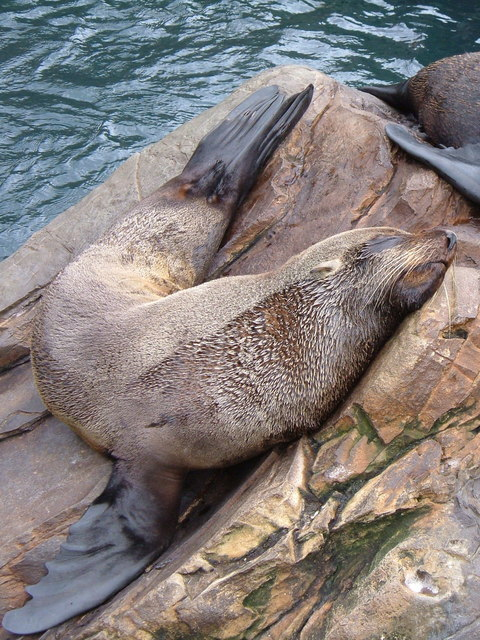
szundikálva
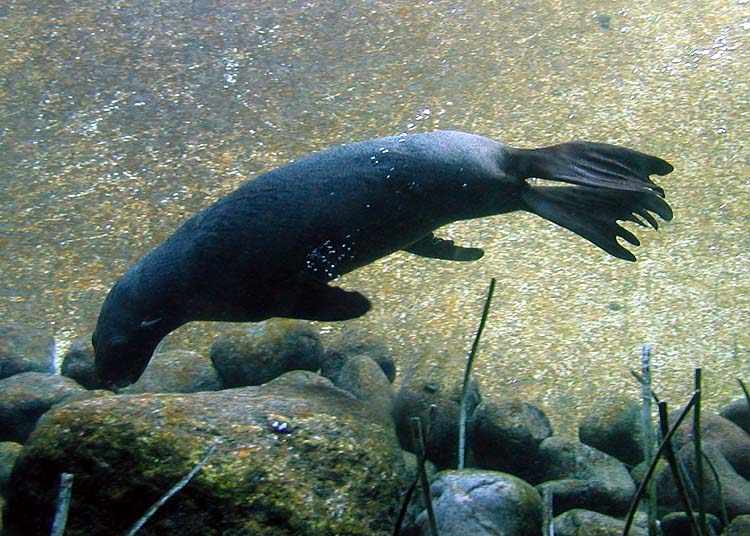
Vízben és
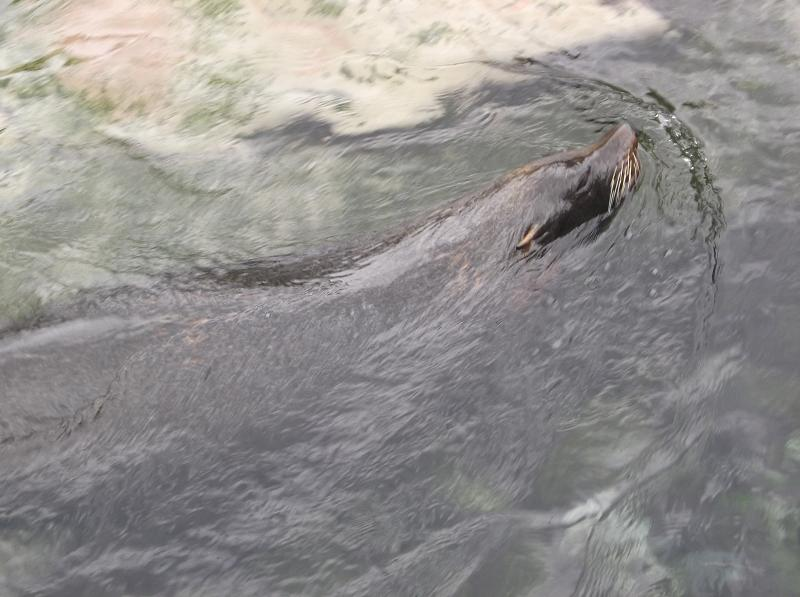
felszínen
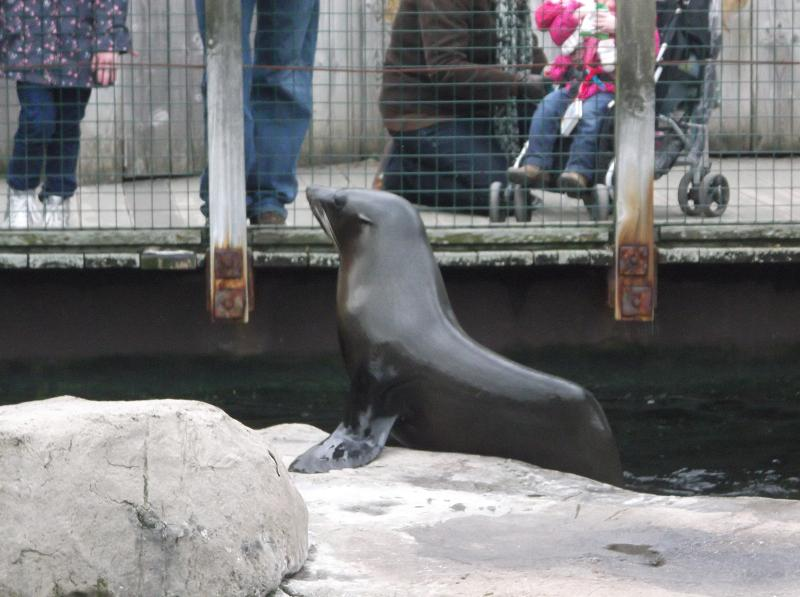
Kedvelt állatkerti fülesfókafaj
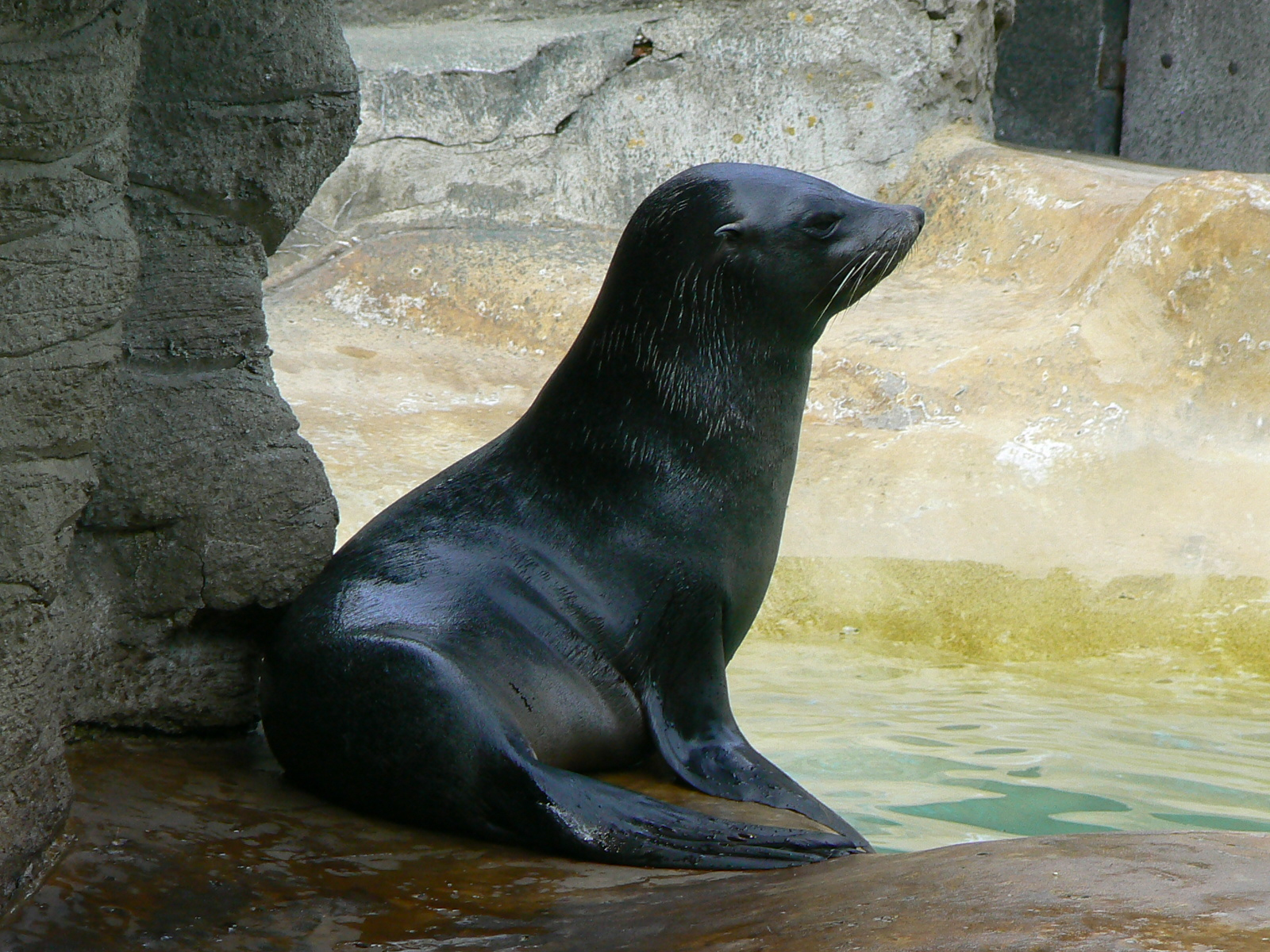
Kölyök
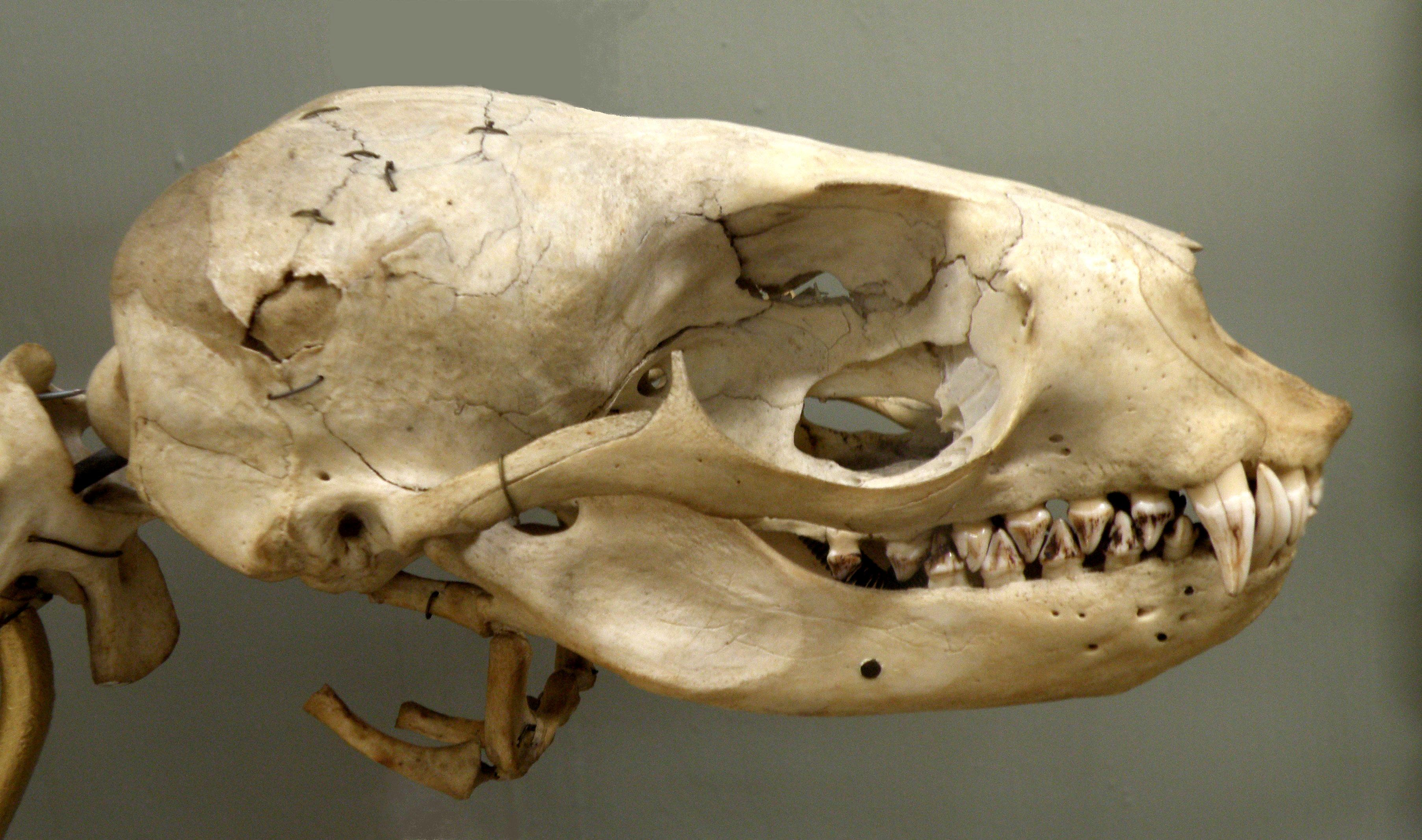
Koponyája

### Fordítás
- Ez a szócikk részben vagy egészben  a   South American fur seal című angol Wikipédia-szócikk ezen változatának fordításán alapul.  Az eredeti cikk szerkesztőit annak laptörténete sorolja fel. Ez a jelzés csupán a megfogalmazás eredetét és a szerzői jogokat jelzi, nem szolgál a cikkben szereplő információk forrásmegjelöléseként.